# Doryanthaceae
Classification APG III (2009)
Famille
Répartition géographique
La petite famille des Doryanthacées regroupe des plantes monocotylédones ; elle comprend 2-3 espèces du genre Doryanthes.
Ce sont des plantes herbacées, pérennes, tubéreuses, à grande rosette, certaines des zones arides, originaires d'Australie.
La famille n'existe pas en classification classique de Cronquist (1981) qui inclut ces plantes dans les Liliacées.

## Étymologie
Le nom vient du genre Doryanthes issu du grec δορυ (dory) lance et ανθος (anthos) fleur, en référence à ses longues hampes florales qui font penser à des lances.

## Liste des genres
Selon World Checklist of Selected Plant Families (WCSP) (16 avr. 2010), Angiosperm Phylogeny Website (19 mai 2010), NCBI (16 avr. 2010) et DELTA Angio (16 avr. 2010) :
- genre Doryanthes Corrêa (1802)

## Liste des espèces
Selon World Checklist of Selected Plant Families (WCSP) (16 avr. 2010) et NCBI (16 avr. 2010) :
- genre Doryanthes Corrêa (1802)
  - Doryanthes excelsa  Corrêa (1802)
  - Doryanthes palmeri  W.Hill ex Benth. (1873)